# Ruszkówek
Ruszkówek – wieś w Polsce położona w województwie wielkopolskim, w powiecie konińskim, w gminie Wierzbinek, na lewym brzegu strugi Pichny.
W latach 1975–1998 miejscowość należała administracyjnie do województwa konińskiego.